# Glaresis mandibularis
Glaresis mandibularis är en skalbaggsart som beskrevs av Rudolph Petrovitz 1968. Glaresis mandibularis ingår i släktet Glaresis och familjen Glaresidae. Inga underarter finns listade i Catalogue of Life.